# Pastebin.com
Pastebin.com – serwis on-line typu pastebin, który umożliwia udostępnianie danych tekstowych metodą kopiuj/wklej. Został założony w 2002 roku przez Paula Dixona. 
W 2015 roku serwis przechowywał 95 mln aktywnych wklejek. 
Strona znajduje zastosowanie wśród programistów, umożliwia m.in. przechowywanie kodu źródłowego, a także oferuje funkcje podświetlania składni. 
Ogólnie serwis może służyć zapisywaniu dowolnego rodzaju tekstu. Przez cyberprzestępców bywa wykorzystywany do umieszczania manifestów i udostępniania danych wykradanych w ramach ataków informatycznych. 